# Bistum Santo Domingo en Ecuador
Das Bistum Santo Domingo en Ecuador (lateinisch Dioecesis Sancti Dominici in Aequatoria) ist ein römisch-katholisches Bistum in Ecuador mit Sitz in Santo Domingo de los Colorados. Das Bistum umfasst die Provinz Santo Domingo de los Tsáchilas und angrenzende Gebiete.

## Geschichte
Das Bistum wurde am 5. Januar 1987 von Erzbischof Antonio González Zumárraga aus dem Erzbistum Quito herausgelöst und zunächst als Territorialprälatur geführt. Erster Bischof war der deutschstämmige Emil Stehle („Emilio Lorenzo Stehle“). 1996 erhob Papst Johannes Paul II. die Prälatur zum Bistum Santo Domingo de los Colorados (lat.: Dioecesis Coloratensis). Am 18. Juni 2008 wurde es in Santo Domingo en Ecuador umbenannt.

## Bischöfe
- Emilio Lorenzo Stehle, 1987–2002
- Wilson Moncayo, 2002–2012
  - Julio César Terán Dutari SJ, 2012–2015 (Apostolischer Administrator)
- Bertram Víctor Wick Enzler, seit 2015

## Weblinks

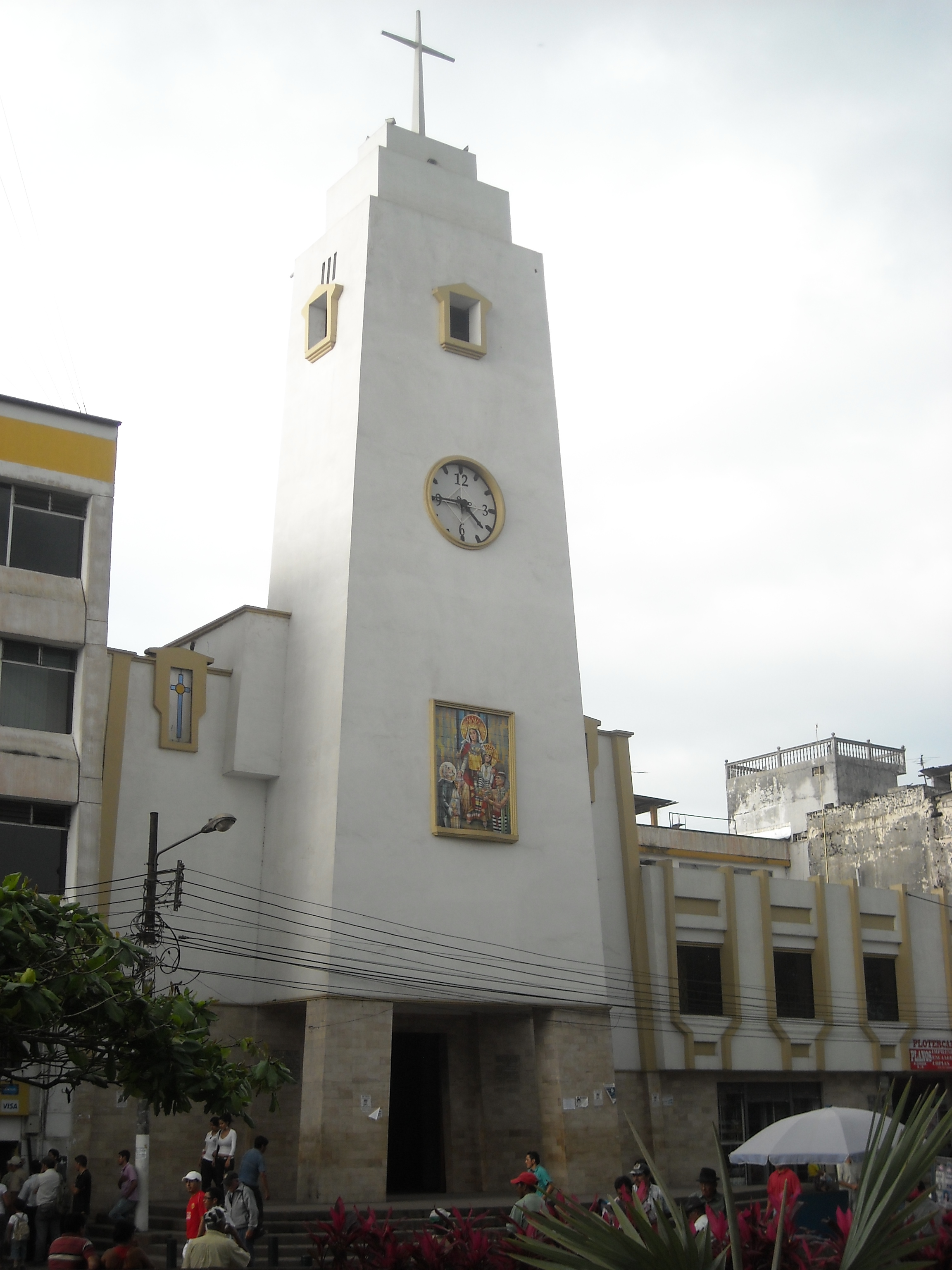
Catedral de La Ascension